# Мутационная теория
Мутационная теория или теория мутаций — раздел генетики, закладывающий основы генетической изменчивости и эволюции.

## Возникновение
Мутационная теория составляет одну из основ генетики. Она зародилась вскоре после законов Менделя в начале XX века. Можно считать, что она почти одновременно зародилась в умах голландца Хуго де Фриза (1903) и отечественного ученого-ботаника С. И. Коржинского (1899). Однако приоритет в первенстве и в большем совпадении изначальных положений принадлежит российскому ученому. Признание основного эволюционного значения за дискретной изменчивостью и отрицание роли естественного отбора в теориях Коржинского и Де Фриза было связано с неразрешимостью в то время противоречия в эволюционном учении Ч. Дарвина между важной ролью мелких уклонений и их «поглощением» при скрещиваниях (см. кошмар Дженкина и История эволюционного учения#Кризис дарвинизма).

## Основные положения
Основные положения мутационной теории Коржинского — Де Фриза можно свести к следующим пунктам:
1. Мутации внезапны, как дискретные изменения признаков.
2. Новые формы устойчивы.
3. В отличие от ненаследственных изменений, мутации не образуют непрерывных рядов, не группируются вокруг какого-либо среднего типа. Они являют собой качественные скачки изменений.
4. Мутации проявляются по-разному и могут быть как полезными, так и вредными.
5. Вероятность обнаружения мутаций зависит от числа исследуемых особей.
6. Сходные мутации могут возникать неоднократно.

Исследования Х. Де Фриза проводились на различных видах Ослинника (Oenothera), которые в ходе эксперимента не выщепляли мутации, а показывали сложную комбинативную изменчивость, поскольку эти формы являлись сложными гетерозиготами по транслокациям.
Строгое доказательство возникновения мутаций принадлежит В. Иогансену на основе экспериментов на самоопыляющихся линиях фасоли и ячменя — были исследованы массы семян, мутационное изменение этого признака и обнаружил В. Иогансен (1908—1913 гг.). Примечательно то, что, даже имея мутационный характер, масса семян распределялась относительно некоторых средних значений, тем самым ставя под сомнение третий пункт мутационной теории.